# Dong Luang (huyện)
Dong Luang (tiếng Thái: ดงหลวง) là một huyện (amphoe) của tỉnh Mukdahan, đông bắc Thái Lan.

## Địa lý
Các huyện giáp ranh (từ phía nam theo chiều kim đồng hồ) là Mueang Mukdahan và Khamcha-i of Mukdahan Province, Khao Wong và Na Khu của Kalasin Province, Tao Ngoi của tỉnh Sakon Nakhon, và Na Kae và That Phanom của tỉnh Nakhon Phanom.

## Lịch sử
Tiểu huyện (King Amphoe) được thành lập ngày 1 tháng 4 năm 1977, khi ba tambon Dong Luang, Kok Tum và Nong Bua được tách khỏi huyện Na Kae. Khi tỉnh Mukdahan được lập năm 1982, Dong Luang thuộc tỉnh mới và thuộc huyện Mueang Mukdahan. Tiểu huyện được nâng cấp thành huyện ngày 16 tháng 7 năm 1984.

## Hành chính
Huyện này được chia thành 6 phó huyện (tambon), các đơn vị này lại được chia ra thành 57 làng (muban). Không có khu vực đô thị (thesaban), có 6 tổ chức hành chính tambon.
| STT | Tên         | Tên tiếng Thái | Số làng | Dân số |  |
| --- | ----------- | -------------- | ------- | ------ |  |
| 1.  | Dong Luang  | ดงหลวง         | 12      | 7.532  |  |
| 2.  | Nong Bua    | หนองบัว         | 8       | 4.412  |  |
| 3.  | Kok Tum     | กกตูม           | 15      | 8.727  |  |
| 4.  | Nong Khaen  | หนองแคน        | 7       | 4.648  |  |
| 5.  | Chanot Noi  | ชะโนดน้อย       | 7       | 5.259  |  |
| 6.  | Phang Daeng | พังแดง          | 8       | 5.230  |  |